# Samostan Kristusovega reda, Tomar
Samostan Kristusovega reda (portugalsko Convento de Cristo/Mosteiro de Cristo) je nekdanji katoliški samostan v Tomarju na Portugalskem. Prvotno je bila trdnjava templjarjev iz 12. stoletja, ko je bil red v 14. stoletju razpuščen, se je portugalska veja spremenila v viteze Kristusovega reda, ki so kasneje podpirali portugalska pomorska odkritja v 15. stoletju. Samostan in grajski kompleks sta zgodovinski in kulturni spomenik in je bil leta 1983 uvrščen na Unescov seznam svetovne dediščine.

## Zgodovina
- Glavna cerkev samostana Tomar, ki so jo zgradili vitezi templjarji
- Manuelinska ladja, kot jo vidimo iz renesančnega križnega hodnika
- Dovršene fiale nad zahodno fasado cerkve
- Renesančni križni hodnik Ivana III.

### Templjarji
Samostan je leta 1118 ustanovil red revnih tempeljskih vitezov (ali vitezov templjarjev). Njegova gradnja se je nadaljevala do zadnjega dela 12. stoletja z izgradnjo oratorija v enem od kotov gradu, ki ga je dokončal veliki mojster D. Gualdim Pais (nekje okoli leta 1160). Okoli leta 1190 je bil obkoljen in se je uprl vojski kalifa Abu Jusufa al-Mansurja, ki mu je uspelo zavzeti trdnjave na jugu. (V spomin na ta dogodek so pri vhodu v grad postavili ploščo).
V drugi četrtini 13. stoletja je Tomar prešel pod nadzor templjarjev in postal njihov sedež. Grad je postal sestavni del obrambnega sistema, ki so ga ustvarili templjarji, da bi zavarovali mejo mladega krščanskega kraljestva pred Mavri, ki so takrat zasedali območje približno do reke Tajo. Toda po razpustitvi templjarskega reda 14. marca 1319 in na zahtevo portugalskega kralja Denisa je papež Janez XXII. ustanovil Kristusov vojaški red. Sedež nekdanjega viteškega reda templjarjev je bil leta 1357 spremenjen v sedež tega novega reda.
V drugi polovici 12. stoletja je bila zgrajena tudi znamenita okrogla cerkev (rotunda) tomarskega gradu. Cerkev je bila, tako kot nekatere druge templjarske cerkve po Evropi, oblikovana po Kupoli na skali v Jeruzalemu, za katero so križarji verjeli, da je ostanek Salomonovega templja. Bazilika Božjega groba, Jeruzalem je tudi morda služila kot model.

### Kristusov red
Po razpustitvi templjarskega reda je 14. marca 1319 (na zahtevo portugalskega kralja Denisa) papež Janez XXII. ustanovil Kristusov red. Red templjarjev je bil med letoma 1312 in 1314 v večini Evrope zatrt, toda na Portugalskem so bili njegovi člani, premoženje in delno članstvo preneseni na Kristusov red. Sedež nekdanjega viteškega reda templjarjev je bil leta 1357 spremenjen v sedež tega novega reda. Posledično so bila približno v prvi polovici 15. stoletja dokončana dela za prilagoditev templjarskega oratorija z uvedbo odprtega kora v zahodno nišo, približno na polovici stene. Od te prilagoditve je ostal okvir stebrišča z notranjim lokom. Hkrati je bila zgrajena glavna palača.
Med stažiranjem princa Henrika Pomorščaka kot vodje (1417–1450) je Kristusov red pod vodstvom mojstra Fernãa Gonçalvesa začel graditi dva križna hodnika: Claustro do Cemitério (pokopališki križni hodnik) in Claustro das Lavagens (perilni križni hodnik). Pred temi velikimi deli je Henrih nekje leta 1426 začel z gradnjo kapele São Jorge in je bil odgovoren za urbanistične izboljšave v mestu Tomar.
Leta 1484 je kralj Manuel I. Portugalski (ki je leta 1484 postal mojster reda in leta 1495 portugalski kralj) ukazal zgraditi zakristijo (danes Dvorana prehodov), ki je povezovala kor s kapelo São Jorgeja in kor z zidom trdnjave. Konec stoletja se je generalni kapitelj samostana odločil razširiti samostan (nekje okoli leta 1492), pri čemer je bilo leta 1499 za javna dela porabljenih 3500 reisov: kapiteljska dvorana, glavni oltar, kovinski deli za nišo/lok, slike in skulpture (za iste) in kor so bili vsi razširjeni ali predelani.
Novo srečanje kapitlja za reformo reda, ki ga je leta 1503 ukazal kralj, je razlastilo staro Vilo de Dentro znotraj obzidja in zaprlo Sončna vrata in Almedina vrata. 11. oktobra 1504 je kralj Ivan III. Portugalski imenoval Francisca Lopesa za glavnega gradbenika projekta, ki je prejel 8.000 reisov letno in 120 reisov za obroke. Do leta 1506 se je Manuel odločil naročiti gradnjo cerkvene ladje.
Naslednik Manuela I., kralj Ivan III., je red demilitariziral in ga spremenil v bolj verski red s pravilom, ki temelji na pravilu Bernarda iz Clairvauxa. Leta 1557 je ukazal zgraditi tudi nov križni hodnik, ki je eden najboljših primerov renesančne arhitekture na Portugalskem.
Leta 1581 se je po nasledstveni krizi portugalsko plemstvo zbralo v samostanu Kristusovega reda v Tomarju in uradno priznalo Filipa II. Španskega za kralja kot Filipa I. Portugalskega. To je začetek Iberske unije (1581–1640), med katero sta bili kroni Portugalske in Španije združeni v dinastično zvezo. V tem obdobju je bil zgrajen samostanski akvadukt (dokončan leta 1614).

## Arhitektura
Kristusov grad in samostan imata primerke romanskega, gotskega, manuelinskega in renesančnega arhitekturnega sloga.

### Grad
Grad Tomar je bil zgrajen okoli leta 1160 na strateški lokaciji, nad hribom in blizu reke Nabão. Ima zunanji obrambni zid in citadelo (alcáçova) z utrdbo v notranjosti. bivalno-obrambni grad, osrednji stolp stanovanjske in obrambne funkcije, so na Portugalskem uvedli templjarji, stolp v Tomarju pa je eden najstarejših v državi. Druga novost, ki so jo na Portugalskem uvedli templjarji (naučeni iz desetletnih izkušenj v Normandiji in Bretanji ter drugod), so okrogli stolpi v zunanjem obzidju, ki so bolj odporni na napade kot kvadratni stolpi. Ob ustanovitvi mesta je večina prebivalcev živela v bivališčih znotraj zaščitnega zunanjega obzidja gradu.

### Cerkev
Romanska okrogla cerkev je katoliška cerkev iz gradu (charola, rotunda), ki so jo v drugi polovici 12. stoletja zgradili vitezi templjarji. Zunaj je cerkev 16-stransko poligonalna zgradba z močnimi oporniki, okroglimi okni in zvonikom. V notranjosti ima okrogla cerkev osrednjo osmerokotno strukturo, ki je z loki povezana z okoliško galerijo (ambulatorij). Splošna oblika cerkve je oblikovana po podobnih okroglih strukturah v Jeruzalemu: Omarjevi mošeji in baziliki Božjega groba.
Kapiteli stebrov so še vedno romanski (konec 12. stoletja) in prikazujejo rastlinske in živalske motive ter prizor Daniela v levji jami. Slog kapitelov kaže vpliv umetnikov, ki so delali na stari stolnici v Coimbri, ki so jo gradili istočasno kot okroglo cerkev.
Notranjost okrogle cerkve je veličastno okrašena s poznogotsko/manuelinsko skulpturo in slikami, dodanimi med prenovo, ki jo je sponzoriral kralj Manuel I. leta 1499. Stebri osrednjega osmerokota in stene ambulatorija imajo barvne kipe svetnikov in angelov pod razkošnimi gotskimi baldahini, medtem ko so stene in stropi ambulatorija poslikani z gotskimi vzorci in ploščami, ki prikazujejo Kristusovo življenje. Slike pripisujejo delavnici dvornega slikarja Manuela I., Portugalca Jorgeja Alfonsa, kiparsko okrasje pa flamskemu kiparju Olivierju de Gandu in Špancu Hernánu Muñozu. Čudovita plošča, ki prikazuje mučeništvo svetega Sebastijana, ki jo je izdelal portugalski slikar Gregório Lopes, je bila naslikana za Okroglo cerkev in zdaj visi v Narodnem muzeju starodavne umetnosti v Lizboni.

### Manuelinska ladja
V času vladavine princa Henrika Pomorščaka (prva polovica 15. stoletja) so okrogli samostanski cerkvi dodali gotsko ladjo in tako okroglo cerkev spremenili v cerkveno apsido. Od leta 1510 dalje je kralj Manuel I. ukazal prezidati ladjo v slogu tistega časa, mešanico pozne gotike in renesanse, ki bi jo umetnostni zgodovinarji poimenovali manuelinski slog. Vpletena arhitekta sta bila Portugalec Diogo de Arruda in Španec Juan de Castillo (João de Castilho).
Od zunaj pravokotno ladjo pokrivajo številni manuelinski motivi, vključno z bruhalniki, gotskimi fialami, kipi in 'vrvmi', ki spominjajo na tiste, ki so jih uporabljali na ladjah v dobi odkritij, pa tudi križ Kristusovega reda in emblem kralja Manuela I., armilarna sfera. Tako imenovano okno kapitlja (Janela do Capítulo), ogromno okno, vidno iz samostana svete Barbare na zahodni fasadi ladje, nosi večino tipičnih manuelinskih motivov: simbole Kristusovega in Manuelovega reda in fantastične in brez primere izdelane vrvi, koral in rastlinskih motivov. Človeška figura na dnu okna verjetno predstavlja oblikovalca Dioga de Arruda. To okno samostana predstavlja eno od mojstrovin manuelinske dekoracije. Zgoraj je manjše okroglo okno in balustrada. Fasada je razdeljena z dvema nizoma vozlanih vrvi. Okrogle kotne opornice so okrašene z velikanskimi podvezicami (z namigom na investituro Manuela I. z redom podvezice angleškega kralja Henrika VII.).
Vhod v cerkev poteka skozi veličasten stranski portal, okrašen tudi z bogatimi manuelinskimi motivi in kipi Device z otrokom ter prerokov Stare zaveze. Ta portal je oblikoval João de Castilho ok. 1530.
V notranjosti je manuelinska ladja povezana z romansko okroglo cerkvijo z velikim obokom. Ladja je pokrita s čudovitim rebrastim obokom in ima visok kor, ki je imel nekoč manuelinske korne klopi, ki so jih na žalost uničile Napoleonove čete v začetku 19. stoletja. Pod visokim korom je prostor, ki je bil nekoč zakristija cerkve. Njegovo okno je že omenjeno znamenito okno kapitlja.

### Križni hodniki
Samostan Kristusovega križa ima skupaj osem križnih hodnikov, zgrajenih v 15. in 16. stoletju. Nekaj primerov:
- Claustro da Lavagem (pralni križni hodnik): dvonadstropni gotski križni hodnik, zgrajen okoli leta 1433 pod Henrikom Pomorščakom. V njem so nekoč prali oblačila menihov, od tod tudi ime.
- Claustro do Cemitério (križni hodnik pokopališča): ta gotski križni hodnik, zgrajen tudi pod Henrikom Pomorščakom, je bil pokopališče vitezov in menihov reda. Elegantni dvojni stebri lokov imajo čudovite kapitele z rastlinskimi motivi, stene ambulatorija pa so okrašene s ploščicami iz 16. stoletja. V manuelinski grobnici (ok. 1523) počiva Diogo da Gama, brat pomorščaka Vasca da Game.
- Claustro de Santa Bárbara (križni hodnik sv. Barbare): zgrajen v 16. stoletju. Iz tega križnega hodnika sta vidna kapiteljsko okno in zahodna fasada manuelinske cerkvene ladje.
- Claustro de D. João III (križni hodnik Ivana III.): začel se je pod portugalskim kraljem Ivanom III., končal med vladavino Filipa I. Portugalskega. Prvi arhitekt je bil Diogo de Torralva, ki je delo začel leta 1557, končal pa ga je leta 1591 arhitekt Filipa I., Italijan Filippo Terzi. Ta veličasten dvonadstropni križni hodnik povezuje spalnice menihov s cerkvijo in velja za enega najpomembnejših primerov manieristične arhitekture na Portugalskem. Nadstropja so med seboj povezana s štirimi elegantnimi spiralnimi stopnicami, ki so na vsakem vogalu križnih hodnikov.